# 엘모의 대모험
《엘모의 대모험》(영어: The Adventures of Elmo in Grouchland)은 미국에서 제작된 게리 핼버슨 감독의 1999년 뮤지컬 모험 코미디 영화이다. 맨디 퍼팅킨, 버네사 윌리엄스, 케빈 클래시 등이 출연하였다.

## 줄거리
아끼는 파란색 담요와 함께 쓰레기로 뒤덮인 그라우츨랜드로 빨려들어간 엘모는 뭐든 훔치길 좋아하는 헉슬리가 담요를 가져가자 담요를 되찾기 위해 모험을 시작한다.

## 출연
- 맨디 퍼팅킨 - 헉슬리 역
- 버네사 윌리엄스 - 쓰레기 여왕 역
- 케빈 클래시 - 엘모 역
- 소니아 만사노
- 로스코 오먼
- 앨리슨 바틀릿오라일리
- 루스 버지
- 밥 맥그래스
- 프랜 브릴
- 데이브 골즈
- 조이 매저리노
- 제리 넬슨
- 카르멘 오스바르
- 마틴 P. 로빈슨
- 데이비드 러드먼
- 캐럴 스피니
- 스티브 휘트마이어
- 프랭크 오즈

## 기타 제작진
- 공동 제작: 티머시 M. 번, 케빈 클래시
- 미술: 앨런 캐시
- 의상: 폴리 스미스